# إميل جرجوعي
إميل موسى باسيل جرجوعي ( 21 يوليو 1936 في القدس - 24 نوفمبر 2007 في القدس) طبيب وسياسي فلسطيني وعضو المجلس التشريعي الفلسطيني الأول والثاني واللجنة التنفيذية لمنظمة التحرير الفلسطينية. كما ترأس لجنة التحقيق الوزارية الفلسطينية في صفقة يافا.
انتخب عضوًا في المجلس التشريعي الفلسطيني في عام 2006 كمرشح عن حركة فتح في دائرة القدس ضمن المقاعد المخصصة للمسيحيين في القدس. ترأس اللجنة التي رحبت بالبابا يوحنا بولس الثاني في يناير 2000.
كما كان يملك فندق عيد الميلاد في القدس الشرقية.

## الوفاة
توفي جرجوعي بين 23 و 24 نوفمبر 2007 في منزله في بيت لحم بنوبة قلبية عن عمر يناهز 72 سنة.